# جاك همفريز
جاك همفريز (بالإنجليزية: Jack Humphreys)‏ (13 يناير 1920 في المملكة المتحدة - 21 سبتمبر 1954) هو مدرب كرة قدم ولاعب كرة قدم بريطاني (وحمل سابقاً جنسية المملكة المتحدة لبريطانيا العظمى وأيرلندا) في مركز الدفاع. لعب مع نادي إيفرتون.

## وصلات خارجية
- جاك همفريز على موقع قاعدة بيانات كرة القدم.إي يو (الإنجليزية)